# Ceulanamaesmawr
Ceulanamaesmawr ou Ceulan-a-Maesmor est une communauté du Ceredigion, au pays de Galles.

## Géographie
Ceulanamaesmawr est située dans le nord du Ceredigion. Elle se compose des villages de Bont Goch (en) et Tal-y-bont (en).

## Démographie
Au recensement de 2011, la communauté de Ceulanamaesmawr comptait 1 013 habitants.